# Imelda Corcoran
Pour les articles homonymes, voir Imelda et Corcoran.
Imelda Corcoran est une actrice australienne.

## Filmographie
- 1993 : The Comedy Sale (en) (série télévisée)
- 1994 : Cody: The Tipoff (téléfilm) : Diane
- 1996 : House Gang (en) (série télévisée) : Christina
- 1998 : Kings in Grass Castles (mini-série) : Poor Mary
- 1999 : Murder Call (série télévisée) : Cecily Waterman
- 1999 : Water Rats (série télévisée) : Janine Baxter
- 1999 : Two Hands : la policière
- 1999 : Bondi Banquet (série télévisée) : Barbara Costello
- 2000 : Better Than Sex : Carole
- 2000 : Breathe (court métrage) : Kate
- 2001 : When Good Ghouls Go Bad (téléfilm) : Taylor
- 2002 : Young Lions (en) (série télévisée) : Judith Roswell
- 1999-2002 : BackBerner (en) (série télévisée) : Maria
- 2003 : Balmain Boys (téléfilm) : docteure Coletti
- 2006 : Park : la femme du bar
- 2006 : Windfall (série télévisée) : Chris
- 2007 : The Incredible Dyke (court métrage) : Anne
- 2007 : Jonna's Body, Please Hold : Venice
- 2009 : Lost (série télévisée) : Abigail Spencer
- 2012 : A Perfect Ending : Kelly
- 2014 : Marvel : Les Agents du SHIELD (série télévisée) : docteure Goodman
- 2016 : The Gunrunner Billy Kane : docteure Jackie Devero
- 2021 : Falcon et le Soldat de l'Hiver : Selby

## Théâtre
Imelda Corcoran a joué à l'Odyssey Theatre Ensemble de Los Angeles.